# Улар алтайський
Улар алтайський (Tetraogallus altaicus) — вид куроподібних птахів родини фазанових (Phasianidae). Поширений у Центральній Азії.

## Поширення
Вид поширений у Казахстані, на східній частині Калбинського хребта; в Росії між долинами річок Об та Іртиш, на південний захід від Саянських гір, у горах Танну-Ула; на заході Монголії — на Високому Алтаї, Говь-Алтай, нагір'ї Хангай та горах на схід від озера Хубсуґул до кордонів з пустелею Гобі. Трапляється в дуже різних середовищах існування: від степів Центральної Азії та розрідженої тундри до альпійських луків і високих гір, на висоті від 400 метрів до межі дерев та снігу на висоті 2000-3600 метрів.

## Опис
Алтайський улар є найбільшим видом уларів з довжиною приблизно від 57 до 61 см і середньою масою тіла приблизно 2,54 кг у самиць і 3 кг у самців. Голова та шия сірувато-сірі, а біля основи шиї є частково темний комір. Верхня частина тіла сіра з білими плямами, хвіст чорний. Підборіддя, грудка і живіт білі. Горло має нагрудну стрічку сірого кольору з вкрапленнями чорного кольору. Первинне та вторинне пір'я чорні, перші мають білу основу, яка проявляється у вигляді білого спалаху під час польоту. Дзьоб жовтувато-коричневий, а ноги і ступні червонувато-коричневі.